# Ionympha ochus
Ionympha ochus är en stekelart som först beskrevs av Walker 1839.  Ionympha ochus ingår i släktet Ionympha och familjen finglanssteklar. Arten är reproducerande i Sverige. Inga underarter finns listade i Catalogue of Life.